# Camille Gorgé
Camille Gorgé (* 26. September 1893 in Bassecourt; † 6. September 1978 in Luzern; heimatberechtigt in Moutier) war ein Schweizer Diplomat.

## Leben

### Familie und Ausbildung
Camille Gorgé, Sohn des David Gorgé, widmete sich nach Erhalt der eidgenössischen Maturität dem Studium der Rechtswissenschaften an der Universität Leipzig und der Universität Genf, 1916 schloss er in Genf mit dem Lizenziat ab. Camille Gorgé war mit Rosine, geborene Mischler, verheiratet.

### Beruflicher Werdegang
Camille Gorgé trat ein Jahr nach seinem Studienabschluss ins Volkswirtschaftsdepartement, im Folgejahr ins Eidgenössische Politische Departement ein. In den Jahren 1924 bis 1926 beurlaubt, wirkte er als juristischer Berater des japanischen Aussenministers. Nach seiner Rückkehr aus Tokio wurde ihm die Leitung der Sektion des Völkerbundes beim Eidgenössischen Politischen Departement übertragen. In den Jahren 1928 bis 1939 nahm Gorgé als Delegierter an den Völkerbundverhandlungen teil, 1935 präsidierte er die Konferenz der Internationalen Hilfsvereinigung in Genf, 1938 die juristische Kommission der Konferenz des Roten Kreuzes in London. Camille Gorgé fungierte im Anschluss als Schweizer Gesandter von 1940 bis 1945 in Tokio, von 1946 bis 1950 in Ankara, von 1950 bis 1953 in Moskau sowie von 1954 bis 1957 in Kopenhagen. 1957, anlässlich der Umwandlung des Generalkonsulats in eine Botschaft, wurde er zum ersten Schweizer Botschafter in Dänemark ernannt, 1958 wurde er in den Ruhestand verabschiedet. Camille Gorgé trat als Verfasser mehrerer juristischer und literarischer Werke hervor. 

## Werke (Auswahl)
- Les bivouacs : sonnets. Ed. de La Baconnière, Neuchâtel, 1936
- zusammen mit Albert Huber: Der Welthilfsverband : sein Ursprung, sein Zweck, seine Mittel und seine Zukunft. Welthilfsverband, Genf, 1938
- Neutralite helvetique ; son evolution politique et jurisprudence, des origines a la seconde guerre mondiale. Editions Polygraphiques., Zürich, 1947
- Fresque en rouge et noir : roman. Editions du Panorama, Bienne, 1969